# Tatikiosz
Tatikiosz (görögül: Τατίκιος) I. Alexiosz bizánci császár egyik tábornoka volt az első keresztes hadjárat idején. Bár több korábbi háborúban is részt vett, nevét leginkább a keresztes seregek oldalán vívott harcai őrizték meg az utókornak. 

## Élete
Tatikiosz apja egy „szaracén” volt, aki egy szeldzsuk-bizánci összecsapást követően került fogságba, majd rabszolgaként a császári udvarhoz. Alexiosz és a fiatal Tatikiosz együtt nőttek fel, 1078-ban már együtt harcoltak Niképhorosz Baszilakész trónkövetelő seregei ellen. Mikor Alexioszt 1081-ben császárrá koronázták, Tatikiosz a megasz primikerosz címben részesült. Még ugyanabban az évben ő volt a bizánci vereséggel végződő dürrakhioni csata idején a bizánci csapatok egyik parancsnoka.
1086-ban egy bizánci sereg Tatikiosz parancsnoksága alatt ostrom alá vette a szeldzsuk megszállás alatt álló Niceát, de vállalkozása nem járt sikerrel. 1087-ben viszont vereséget mért a Bizánci Birodalom területére betörő besenyőkre.
1096-ban Tatikiosz védte meg Konstantinápolyt a szegények keresztes hadjáratától, akik a császárral való nézeteltérésük miatt megostromolták a várost. 1097-ben egy bizánci sereg élén támogatta a keresztesek Nicea elleni ostromát, de Anna Komnéné visszaemlékezései szerint valójában titkos tárgyalásokat folytatott a város védőivel a békés megadásról. Mikor a tárgyalások sikerrel végződtek, Tatikiosz csapatai élén elsőként vonult be a városba, biztosítva azt a Bizánci Birodalom számára, mely súlyos konfliktushoz vezetett a keresztesek és Bizánc között. Antiochia ostroma idején a korábbi súrlódások nyílt konfliktushoz vezettek, így amikor Bohemund normann vezér katonái halálosan megfenyegették, 1098 februárjában visszatért Konstantinápolyba. Későbbi sorsa nem ismert. 